# Liste der Nummer-eins-Hits in der Slowakei (2011)
Dies ist eine Liste der Nummer-eins-Hits in der Slowakei im Jahr 2011. Sie basiert auf den Auswertungen von IFPI ČR, der nationalen Vertretung der tschechischen Musikindustrie. Grundlage sind die Rádio Top 100 für Singles.

## Singles
| ← 2010 ← | Liste der Nummer-eins-Hits in der Slowakei (Rádio Top 100) | Liste der Nummer-eins-Hits in der Slowakei (Rádio Top 100) | Liste der Nummer-eins-Hits in der Slowakei (Rádio Top 100)                                                                     | 2012 → |
| \| Zeitraum \| Wo. ges. \| Interpret \| Titel Autor(en) \| Zusätzliche Informationen \| \| (Zeitraum, Wochen auf Platz eins, Interpret, Titel, Autor[en], zusätzliche Informationen) \| \| \| \| \| \| ----------------------------------------------------------------------------------------- \| -------- \| ---------------------------- \| ------------------------------------------------------------------------------------------------------------------------------ \| ----------------------------------------------------------------------------------------------------------------------------------------------------------- \| \| 49. Woche 2010 – 5. Woche 2011 9 Wochen \| 9 \| Black Eyed Peas \| Time will.i.am, DJ Ammo, \| – \| \| 6.–9. Woche 4 Wochen \| 4 \| David Guetta feat. Rihanna \| Who’s That Chick? David Guetta, Giorgio Tuinfort, Frédéric Riesterer \| – \| \| 10.–11. Woche 2 Wochen (insgesamt 7) \| 7 \| Jennifer Lopez feat. Pitbull \| On the Floor Gonzalo Hermosa, Ulises Hermosa; Bilal Hajji, Kinda Hamid, Achraf Janussi, Nadir Khayat, Armando Perez \| erster Nummer-eins-Hit für beide Interpreten in Slowakei; das Lied baut auf einem Sample aus dem Nummer-eins-Hit Lambada auf \| \| 12. Woche 1 Woche (insgesamt 2) \| 2 \| Lady Gaga \| Born This Way Stefani Germanotta, Paul Blair, Fernando Garibay, Jeppe Breum Laursen \| – \| \| 13. Woche 1 Woche (insgesamt 7) \| 7 \| Jennifer Lopez feat. Pitbull \| On the Floor Gonzalo Hermosa, Ulises Hermosa; Bilal Hajji, Kinda Hamid, Achraf Janussi, Nadir Khayat, Armando Perez \| – \| \| 14. Woche 1 Woche (insgesamt 2) \| 2 \| Lady Gaga \| Born This Way Stefani Germanotta, Paul Blair, Fernando Garibay, Jeppe Breum Laursen \| – \| \| 15.–18. Woche 4 Wochen (insgesamt 7) \| 7 \| Jennifer Lopez feat. Pitbull \| On the Floor Gonzalo Hermosa, Ulises Hermosa; Bilal Hajji, Kinda Hamid, Achraf Janussi, Nadir Khayat, Armando Perez \| – \| \| 19.–25. Woche 7 Wochen \| 7 \| Alexandra Stan \| Mr. Saxobeat Andrei Nemirschi, Marcel Prodan \| – \| \| 27.–28. Woche 2 Wochen (insgesamt 3) \| 3 \| LMFAO \| Party Rock Anthem LMFAO, Lukasz Gottwald, Jamahl Listenbee, Peter Schroeder \| – \| \| 29. Woche 1 Woche (insgesamt 2) \| 2 \| Bruno Mars \| Lazy Song Bruno Mars, Philip Lawrence, Ari Levine \| – \| \| 30. Woche 1 Woche (insgesamt 3) \| 3 \| LMFAO \| Party Rock Anthem LMFAO, Lukasz Gottwald, Jamahl Listenbee, Peter Schroeder \| – \| \| 31. Woche 1 Woche (insgesamt 2) \| 2 \| Bruno Mars \| Lazy Song Bruno Mars, Philip Lawrence, Ari Levine \| – \| \| 32. Woche 1 Woche \| 1 \| Rihanna \| California King Bed Andrew Harr, Jermaine Jackson, Priscilla Renea, Alex Delicata \| – \| \| 33. Woche 1 Woche \| 1 \| Katy Perry \| Last Friday Night (T.G.I.F.) Katy Perry, Lukasz Gottwald, Max Martin, Bonnie McKee \| – \| \| 34.–35. Woche 2 Wochen \| 2 \| Lady Gaga \| The Edge of Glory Lady Gaga, Fernando Garibay, Paul Blair \| – \| \| 36.–37. Woche 2 Wochen \| 2 \| Dara Rolins a Tomi Popovič \| Nebo, peklo, raj \| – \| \| 38. Woche 1 Woche (insgesamt 2) \| 2 \| Britney Spears \| I Wanna Go Shellback, Max Martin, Savan Kotecha \| – \| \| 39.–40. Woche 2 Wochen \| 2 \| Dev \| In the Dark Devin Tailes, Niles Hollowell-Dhar, David Singer-Vine \| – \| \| 41. Woche 1 Woche \| 1 \| Pitbull feat. Marc Anthony \| Rain over Me Armando C. Perez, RedOne, Marc Anthony, Bilal "The Chef" Hajji, AJ Janussi, Rachid Aziz \| – \| \| 42.–44. Woche 3 Wochen \| 3 \| Adele \| Set Fire to the Rain Adele Adkins, Fraser T. Smith \| der zweite Nummer-eins-Hit aus dem Erfolgsalbum 21 \| \| 45. Woche 1 Woche \| 1 \| Alexandra Stan \| Get Back (A.S.A.P.) Andrei Nemirschi, Marcel Prodan \| – \| \| 46. Woche 1 Woche (insgesamt 2) \| 2 \| Britney Spears \| I Wanna Go Shellback, Max Martin, Savan Kotecha \| – \| \| 47. Woche 1 Woche (insgesamt 3) \| 3 \| Rihanna feat. Calvin Harris \| We Found Love Calvin Harris \| – \| \| 48. Woche 1 Woche (insgesamt 3) \| 3 \| David Guetta feat. Usher \| Without You Usher, Taio Cruz, Rico Love, David Guetta, Matthias Bell, Giorgio Tuinfort, Frédéric Riesterer \| – \| \| 49. Woche 1 Woche (insgesamt 3) \| 3 \| Don Omar feat. Lucenzo \| Danza Kuduro Fitzgerald Moore, Alexander Scander, Cyril Covic, Philippe Louis De Oliveira, Faouze Barkati, Fabrice Cyril Toigo \| internationaler Sommerhit, ursprünglich ein Hit des Franzosen Lucenzo, weltweit erfolgreich in der spanischen Version mit Don Omar, Slowakei Chartdebüt für \| \| 50. Woche 1 Woche \| 1 \| Bruno Mars \| Marry You Bruno Mars, Philip Lawrence, Ari Levine \| zweite Nummer eins in Folge, beide in einem Jahr \| \| 51.–52. Woche 2 Wochen (insgesamt 3) \| 3 \| David Guetta feat. Usher \| Without You Usher, Taio Cruz, Rico Love, David Guetta, Matthias Bell, Giorgio Tuinfort, Frédéric Riesterer \| – \| |                                                            |                                                            | | |
| ← 2010 |                                                            |                                                            | | → 2012 → |
| Zeitraum | Wo. ges.                                                   | Interpret                                                  | Titel Autor(en) | Zusätzliche Informationen |
| (Zeitraum, Wochen auf Platz eins, Interpret, Titel, Autor[en], zusätzliche Informationen) |                                                            |                                                            | | |
| 49. Woche 2010 – 5. Woche 2011 9 Wochen | 9                                                          | Black Eyed Peas                                            | Time will.i.am, DJ Ammo, | – |
| 6.–9. Woche 4 Wochen | 4                                                          | David Guetta feat. Rihanna                                 | Who’s That Chick? David Guetta, Giorgio Tuinfort, Frédéric Riesterer                                                           | – |
| 10.–11. Woche 2 Wochen (insgesamt 7) | 7                                                          | Jennifer Lopez feat. Pitbull                               | On the Floor Gonzalo Hermosa, Ulises Hermosa; Bilal Hajji, Kinda Hamid, Achraf Janussi, Nadir Khayat, Armando Perez            | erster Nummer-eins-Hit für beide Interpreten in Slowakei; das Lied baut auf einem Sample aus dem Nummer-eins-Hit Lambada auf                                |
| 12. Woche 1 Woche (insgesamt 2) | 2                                                          | Lady Gaga                                                  | Born This Way Stefani Germanotta, Paul Blair, Fernando Garibay, Jeppe Breum Laursen                                            | – |
| 13. Woche 1 Woche (insgesamt 7) | 7                                                          | Jennifer Lopez feat. Pitbull                               | On the Floor Gonzalo Hermosa, Ulises Hermosa; Bilal Hajji, Kinda Hamid, Achraf Janussi, Nadir Khayat, Armando Perez            | – |
| 14. Woche 1 Woche (insgesamt 2) | 2                                                          | Lady Gaga                                                  | Born This Way Stefani Germanotta, Paul Blair, Fernando Garibay, Jeppe Breum Laursen                                            | – |
| 15.–18. Woche 4 Wochen (insgesamt 7) | 7                                                          | Jennifer Lopez feat. Pitbull                               | On the Floor Gonzalo Hermosa, Ulises Hermosa; Bilal Hajji, Kinda Hamid, Achraf Janussi, Nadir Khayat, Armando Perez            | – |
| 19.–25. Woche 7 Wochen | 7                                                          | Alexandra Stan                                             | Mr. Saxobeat Andrei Nemirschi, Marcel Prodan                                                                                   | – |
| 27.–28. Woche 2 Wochen (insgesamt 3) | 3                                                          | LMFAO                                                      | Party Rock Anthem LMFAO, Lukasz Gottwald, Jamahl Listenbee, Peter Schroeder                                                    | – |
| 29. Woche 1 Woche (insgesamt 2) | 2                                                          | Bruno Mars                                                 | Lazy Song Bruno Mars, Philip Lawrence, Ari Levine                                                                              | – |
| 30. Woche 1 Woche (insgesamt 3) | 3                                                          | LMFAO                                                      | Party Rock Anthem LMFAO, Lukasz Gottwald, Jamahl Listenbee, Peter Schroeder                                                    | – |
| 31. Woche 1 Woche (insgesamt 2) | 2                                                          | Bruno Mars                                                 | Lazy Song Bruno Mars, Philip Lawrence, Ari Levine                                                                              | – |
| 32. Woche 1 Woche | 1                                                          | Rihanna                                                    | California King Bed Andrew Harr, Jermaine Jackson, Priscilla Renea, Alex Delicata                                              | – |
| 33. Woche 1 Woche | 1                                                          | Katy Perry                                                 | Last Friday Night (T.G.I.F.) Katy Perry, Lukasz Gottwald, Max Martin, Bonnie McKee                                             | – |
| 34.–35. Woche 2 Wochen | 2                                                          | Lady Gaga                                                  | The Edge of Glory Lady Gaga, Fernando Garibay, Paul Blair                                                                      | – |
| 36.–37. Woche 2 Wochen | 2                                                          | Dara Rolins a Tomi Popovič                                 | Nebo, peklo, raj | – |
| 38. Woche 1 Woche (insgesamt 2) | 2                                                          | Britney Spears                                             | I Wanna Go Shellback, Max Martin, Savan Kotecha                                                                                | – |
| 39.–40. Woche 2 Wochen | 2                                                          | Dev                                                        | In the Dark Devin Tailes, Niles Hollowell-Dhar, David Singer-Vine                                                              | – |
| 41. Woche 1 Woche | 1                                                          | Pitbull feat. Marc Anthony                                 | Rain over Me Armando C. Perez, RedOne, Marc Anthony, Bilal "The Chef" Hajji, AJ Janussi, Rachid Aziz                           | – |
| 42.–44. Woche 3 Wochen | 3                                                          | Adele                                                      | Set Fire to the Rain Adele Adkins, Fraser T. Smith                                                                             | der zweite Nummer-eins-Hit aus dem Erfolgsalbum 21 |
| 45. Woche 1 Woche | 1                                                          | Alexandra Stan                                             | Get Back (A.S.A.P.) Andrei Nemirschi, Marcel Prodan                                                                            | – |
| 46. Woche 1 Woche (insgesamt 2) | 2                                                          | Britney Spears                                             | I Wanna Go Shellback, Max Martin, Savan Kotecha                                                                                | – |
| 47. Woche 1 Woche (insgesamt 3) | 3                                                          | Rihanna feat. Calvin Harris                                | We Found Love Calvin Harris | – |
| 48. Woche 1 Woche (insgesamt 3) | 3                                                          | David Guetta feat. Usher                                   | Without You Usher, Taio Cruz, Rico Love, David Guetta, Matthias Bell, Giorgio Tuinfort, Frédéric Riesterer                     | – |
| 49. Woche 1 Woche (insgesamt 3) | 3                                                          | Don Omar feat. Lucenzo                                     | Danza Kuduro Fitzgerald Moore, Alexander Scander, Cyril Covic, Philippe Louis De Oliveira, Faouze Barkati, Fabrice Cyril Toigo | internationaler Sommerhit, ursprünglich ein Hit des Franzosen Lucenzo, weltweit erfolgreich in der spanischen Version mit Don Omar, Slowakei Chartdebüt für |
| 50. Woche 1 Woche | 1                                                          | Bruno Mars                                                 | Marry You Bruno Mars, Philip Lawrence, Ari Levine                                                                              | zweite Nummer eins in Folge, beide in einem Jahr |
| 51.–52. Woche 2 Wochen (insgesamt 3) | 3                                                          | David Guetta feat. Usher                                   | Without You Usher, Taio Cruz, Rico Love, David Guetta, Matthias Bell, Giorgio Tuinfort, Frédéric Riesterer                     | – |